# A padlás
A padlás Presser Gábor, Sztevanovity Dusán és Horváth Péter félig mese – félig musicalje. Az ősbemutatójára 1988. január 27-én került sor a Vígszínházban, Marton László rendezésében, ahol azóta töretlen sikerrel játsszák. A mű egy betörés, két szerelmes fiatal és négy, a túlvilágot kereső szellem történetét meséli el. Az ősbemutató óta számos egyéb színházban bemutatták már.

## Előkészületek
Presser Gábor és Sztevanovity Dusán 1986 nyarán írta meg A padlás című musicalt Zsennyén. Az ottani alkotóházba azért vonultak vissza, hogy egy televíziós mesesorozathoz és egy új Zorán-albumhoz írjanak új dalokat, ám ezek akkor nem készültek el. Rádiós szerepét Presser Gábor saját bevallása szerint Kaszás Attilára írta. Az írás ideje alatt Radnóti Zsuzsa édesanyja több alkalommal megvendégelte az alkotókat szilvás gombóccal, mely emlékére született a musical egyik népszerű dala. Az olvasópróbára 1987. november 30-án került sor. A rendező Marton László lett, aki már korábban is dolgozott együtt a szerzőkkel. Horváth Péter, aki a prózai részek írásában segített, Marton László javaslatára került a produkcióba.
A Vígszínház pénzügyi helyzete miatt a díszletet korábbi előadások színpadi kellékeiből állította össze Fehér Miklós, Robinson kivételével. A zenei alapot is előre fel kellett venni. A helyszín mintája Sztevanovity Dusán dolgozószobája volt. Az előadásban használt varázskönyvet Rubik Ernő tervezte. A rendezői koncepció nem a műfajnál megszokott látványra, ellenben a költői intimitásra, a színészi játékra és a mese és valóság keveredésére összpontosított. A koreográfus Devecseri Veronika, a jelmeztervező Jánoskúti Márta lett.
Az alkotói folyamat elején még Müller Péter is együtt dolgozott a többi szerzővel, azonban idővel kivált, és belekezdett saját mesemusicaljébe a Madách Színház berkein belül. Ez lett Tolcsvay László és Bródy János Doctor Herz című műve. Sztevanovity Dusán, „ötleteinek és szinopszisának jogosulatlan újrahasznosítása” okán plágiumpert indított Müller Péter ellen. Az ügy peren kívüli megegyezéssel zárult, bár a musicalbeli zsémbes házmester (Témüller úr) nevét Müller Péternek köszönheti, mint a rossz megtestesítője. A Doctor Herz bemutatójára egy héttel A padlásé után került sor.

## Premier után

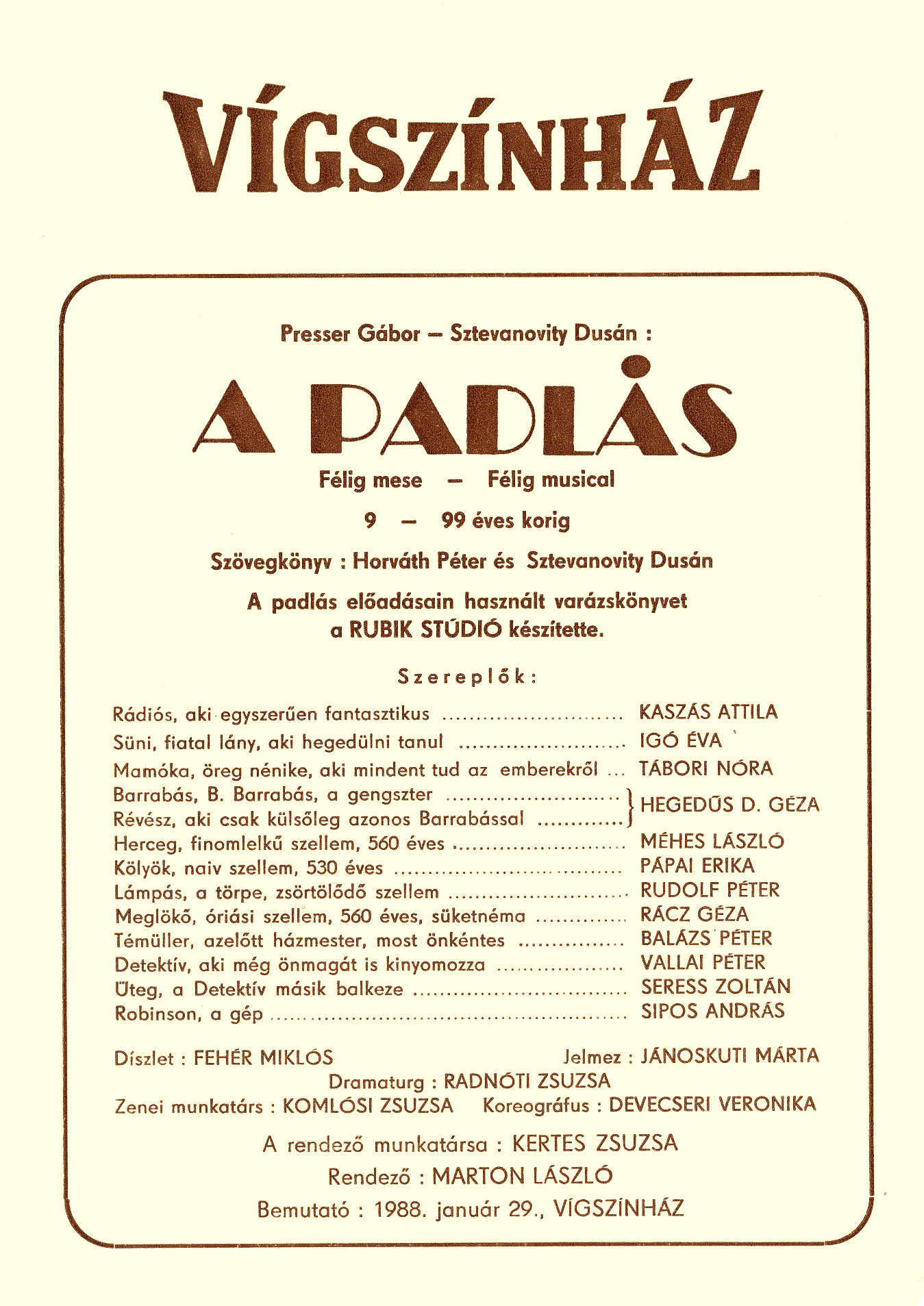
Az ősbemutató plakátja

A padlás a Vígszínház legsikeresebb, s így legtöbbet játszott darabja lett. A darabot több magyar városban, így a Miskolci Nemzeti Színházban, a debreceni Csokonai Nemzeti Színházban, az egri Gárdonyi Géza Színházban, a Kecskeméti Katona József Színházban, a dunaújvárosi Bartók Kamaraszínházban, a nyíregyházi Móricz Zsigmond Színházban, a Soproni Petőfi Színházban, a Szegedi Nemzeti Színházban, a székesfehérvári Vörösmarty Színházban, a Csiky Gergely Színházban,a Veszprémi Pannon Várszínházban, az Esztergomi Várszínházban, a szigetszentmiklósi Sziget Színházban, a miskolci Pécsi Sándor Guruló Színházban, a zalaegerszegi Kvártélyházban, a Győri Nemzeti Színházban, a szombathelyi Weöres Sándor Színházban, valamint külföldön is bemutatták.
2008-ban, mikor a mű húszéves lett, díszelőadással, új szereposztással és új műsorfüzettel ünnepelték meg. Ebben így ír Sztevanovity Dusán a mű üzenetéről:
Húsz év múltán bevallom: A padlással csak azt szerettem volna elmondani, hogy a világból sohasem hiányzó T. Müllerek bármennyit pusztítanak, hazudnak, ármánykodnak; nem nyerhetnek. Addig nem, amíg vannak Mamókák, akár a valóságban, akár csak az emlékeinkben. Bármilyen fájdalmas volt elbúcsúzni a nagymamámtól, az édesapámtól, az összetartozás érzése, amit örökül rám hagytak, minden jó forrása az életemben.
2013. január 29-én került sor a Vígszinházban A padlás 800. előadására, ahol azt is megünnepelték, hogy a mű 25 éve van repertoáron. A legsikeresebb magyar musicalt csaknem 30-szor mutatták be az ország különböző színházai, több mint 800 ezren látták, és a 13 szerepet összesen 50 színész, több generáció játszotta. A jubileum hetében a Pécsi Nemzeti Színházban és a Miskolci Nemzeti Színházban is bemutatták A padlást. A miskolci előadás dalaihoz Holló Aurél és Presser Gábor új, nagyzenekari hangszerelést rögzítettek, amely eredetileg 2009-es kaposvári előadáshoz készült.
Negyed évszázad után Presser Gábor így emlékezett a kezdetre: „…ha nincs meg ez a varázslatos történet, akkor nyilván semmi nem történik. Megszületett Dusán szívében, fejében, lelkében, ráadásul még le is tudta írni. Onnantól számít az egész.” 2016-ban tartották a 900. előadást, míg 2019 decemberében ünnepelték az egymilliomodik nézőjét vígszínházi produkciónak.
A musical és számos dal önállóan is sláger lett (például a Szilvásgombóc, a Kell egy hely vagy a Fényév távolság).
A 999. előadást az interneten, online stream formájában követhették a nézők a Covid19 járvány miatt.
2021. november 20-án ünnepelték a darab 1000. előadását.

## Szereplők
Rádiós, aki egyenesen fantasztikus: kibernetikus, ám az állami központból 1986-ban elbocsátották, mivel engedély nélkül próbált kapcsolatot teremteni idegen bolygókkal és földönkívüli lényekkel. Jelenleg szellemi szabadfoglalkozású, tehát Robinson nevű szuperszámítógépét fejleszti. Szinte észre sem veszi, hogy a padláson és Mamókán kívül mást – Sünit is szereti.
Süni, fiatal lány, aki hegedülni tanul: 1970. május 20-án született, a Zeneakadémiára jár, és Rádiós szomszédságában lakik. Fülig szerelmes belé, és nagyon bántja, hogy a fiú észre sem veszi. Végül csodát tesz, és Rádiós közelre is látni fog. Hősiességével megmenti a padlást, és felhívja magára Rádiós figyelmét.
Mamóka, öreg nénike, aki mindent tud az emberekről: a házban lakó asszony nagy bánata, hogy nincs unokája. Különlegesen finom szilvásgombócot főz. Végül mindenki az unokája lesz.
Barrabás B. Barrabás, a gengszter: 1963. március 26-án született, bombaszakértő. Ő tör be a padlásra, mely a darab bonyodalmának gyújtópontja lesz. Üteg lövi le, de halála után szelleme személyisége megjavul.
Révész, aki csak külsőleg azonos Barrabással: kezdő révész, akiben a tiltás ellenére fellobban a vágy, hogy ember legyen. Az ő feladata elvinni a Földről a szellemeket az „örökre szépek” bolygójára. Megismeri ez emberi lét számos árnyalatát, mielőtt eljönne az idő, és elindulna a négy szellemmel az „örökre szépek” felé.
Herceg, finomlelkű szellem, 560 éves: oldalági Lombard herceg, 1488-as születésű. Fogadást kötött egy másik herceggel, hogy melyikük ébreszti fel Csipkerózsikát. Hiába dalolta el varázsdalait, a leány nem ébredt föl, ám a másik herceg egy csókkal felébresztette. A fogadás értelmében a Hercegnek meg kellett halnia.
Kölyök, naiv szellem, 530 éves: amikor a király meztelenül vonult fel népe előtt, ő volt az első, aki szóvá merte tenni. Ezért halálra ítélték. A nevére már senki sem emlékszik.
Lámpás, a nyolcadik törpe, zsörtölődő szellem, 670 éves: 1318. április 7-én született, bányász. Őrségben állt hét társa védelmében, amikor azok Hófehérke érkezése után megfeledkeztek róla.
Meglökő, óriási szellem, 560 éves, a szereposztás szerint süketnéma, de Kölyök némaként mutatja be: jólelkű hóhér, aki testével próbálta megvédeni az ártatlanul elítélt Kölyköt, azonban a túlerő miatt mindketten odavesztek menekülés közben.
Témüller, azelőtt házmester, most önkéntes: megesküszik, hogy lebuktatja Rádiósékat (ti. hogy ő rejtegeti Barrabást), és ezért hajlandó kihasználni a magasabb rendű kapcsolatait is. Eszméje az egyenlőség, övé a pálya. Végül ártatlanok gyanúsításáért és idősebb hölgyekkel való minősíthetetlen viselkedésért letartóztatják.
Detektív, aki önmagát is kinyomozza: rá bízták a hatóságok Barrabás B. Barrabás elfogását. Ezt átmenetileg akadályozta, hogy a „rendőrautójával fölégördült a holttestnek”.
Üteg, a detektív másik balkeze: bombaszakértő (épp ezért fél tőlük). Tizennégy rendőrbajnokságot nyert céllövészetben. Ő találta el Barrabást. Végül előléptetik.
Robinson, a gép: a Rádiós építette szuperszámítógép, akinek érzései is vannak. Alkotója definíciója szerint kísérleti kommunikációs eszköz, hiszen kapcsolatba tud lépni földön kívüli létformákkal, de időjárás-szabályozásra is képes. Logikájával segíti a padlás megmentését, bárkit képes azonnal azonosítani és adatbázisából részletes leírást adni róla. Táncol, sőt végül még sír is. Ezenfelül csodákról mesél (ami ritkaság a komputereknél).

### Szereposztás
| Szereplő        | Eredeti szereposztás | További szereplők a Vígszínházban                                                                 |
| --------------- | -------------------- | ------------------------------------------------------------------------------------------------- |
| Rádiós          | Kaszás Attila        | Oberfrank Pál, Wunderlich József, Ember Márk, Szőcs Artur, Medveczky Balázs                       |
| Süni            | Igó Éva              | Hullan Zsuzsa, Pápai Erika, Kéri Kitty, Péter Kata, Márkus Luca, Antóci Dorottya, Varga-Járó Sára |
| Mamóka          | Tábori Nóra          | Tanai Bella, Igó Éva, Hegyi Barbara                                                               |
| Barrabás        | Hegedűs D. Géza      | Csapó Attila, Mészáros Máté, Ertl Zsombor                                                         |
| Révész          | Hegedűs D. Géza      | Csapó Attila, Mészáros Máté, Ertl Zsombor                                                         |
| Szellemek:      |                      |                                                                                                   |
| Herceg          | Méhes László         | Telekes Péter, Szántó Balázs, Cserna Antal, Zoltán Áron                                           |
| Lámpás          | Rudolf Péter         | Vizy György, Király Attila, Csőre Gábor, Tóth András, Dino Benjamin                               |
| Kölyök          | Pápai Erika          | Szinetár Dóra, Dobó Enikő, Mentes Júlia, Radnay Csilla                                            |
| Meglökő         | Rácz Géza            | Gesztesi Károly, Horváth Szabolcs, Juhász István, Bölkény Balázs, Cserna Antal                    |
| Témüller        | Balázs Péter         | Fesztbaum Béla, Hegedűs D. Géza, Orosz Ákos                                                       |
| Detektív        | Vallai Péter         | Fesztbaum Béla, Selmeczi Roland, Kőszegi Ákos, Méhes László                                       |
| Üteg            | Seress Zoltán        | Fesztbaum Béla, Molnár Áron, Ifj. Vidnyánszky Attila, Gyöngyösi Zoltán, Krasznai Vilmos           |
| Robinson, a gép | Sipos András         | Lázár Balázs, Dolmány Attila, Takács Zalán                                                        |

## Cselekmény
|  | Alább a cselekmény részletei következnek! |

### Első felvonás
A darab négy szellem (Kölyök, Meglökő, Herceg, Lámpás) padlásra érkezésével kezdődik. Lámpás kétkedik, hogy ez lenne a keresett hely, ahová a Révész érkezik, hogy továbbvigye őket az „örökre szépek” bolygójára, de a Herceg meg van győződve igazáról (Itt vagyunk [Nyitány]). Kétszer próbálkoznak meg a Révész hívásával (Ég és föld között). Lámpás és Herceg veszekedése után Meglökő veszi észre a tetőablakból egy órát leeresztve közeledő Barrabást, akit a Révésznek hisznek, ám hamarosan rájönnek kilétére, mivel az nem látja őket, és rádióján értesülnek arról, hogy körözött gengszter.
Mamóka érkezik a padlásra, aki elől mindenki elbújik. Panaszkodni kezd, hogy nincsenek unokái (Mit ér egy nagymama unokák nélkül). Erre előbújnak a rejtekükből a szellemek. Mamóka a szellemek tudtára adja, hogy látja őket, valamint Rádiós barátainak nézi őket, azonban a tetőről érkező Rádiós Mamóka vendégeinek hiszi őket. Rádiós üzembe helyezi Robinsont, a gépet, aki azonosítja a szellemeket. A meglepett Rádiósnak elmagyarázzák, hogy csak az láthatja őket, „akinek a szíve olyan romlatlan és tiszta, mint a gyerekeké”. Dalban mesélik el történetüket (Ez ő, ez ő), de Rádi tovább kételkedik.
Témüller jön a padlásra, aki az újabb antennát szeretné számonkérni a lakosokon. Nyilvánvalóvá válik, hogy nem látja a szellemeket (Enyém a pálya), így Rádiós is beismeri a szellemek igazát. Témüllert ártalmatlanítják, majd lezavarják a padlásról. Mamóka is távozik.
Rádi Robinsont használja, hogy kiderítse a szellemek célját, aki azonosítja a bujkáló Barrabást. A gengszter Rádiós mögé kerül és leüti, majd a tetőn keresztül menekül. Süni érkezik a padlásra. Robinson tájékoztatja a történtekről. Rádiós – miután Süni azt mondja, hogy szellemek nincsenek – „nem akar magához térni”. Süni elküldené a szellemeket, mire elmesélik, hogy a padlás az első, ahonnan nem küldték el őket. (Közben Rádiós felébred.) Ezért ez a padlás a Padlás, ahova a Révész érkezik, hogy elvigye őket az „örökre szépek” bolygójára (Valahol [Örökre szépek I.]). Rádi Robinson segítségével sikeresen kapcsolatba lép a Révésszel (Rádióüzenetek). Ám a kapcsolat megszakad, amikor Barrabás visszatér a tetőre és lelövik.
Barrabás testében a Révész érkezik, és üdvözli a szellemeket. Rádiós azonban leüti és megkötözi. Az Üteg kopogtat az ajtón, Révészt elrejtik, a szellemek a sufniba bújnak. Üteg a Detektív és Témüller társaságában jön a padlásra. Barrabást keresik, mert nem ért földet a zuhanás után. Süni és Rádiós Robinson segítségével nyernek alibit. A Detektív távozás előtt tájékoztatja őket, hogy az épület körül van zárva. Mikor magukra maradnak, Révész elmagyarázza, hogy kezdő révész lévén ki akarta próbálni az emberi létet, így beleköltözött Barrabás testébe. Révész megígéri, hogy hajnalban elhagyja az emberi testét, „mert akkor itt lesz az ideje”, és „elstartolnak” az „örökre szépek” bolygójára (Örökre szépek II.), aminek a jelentőségét már Rádiós is megérti.
Mamóka érkezik a padlásra, aki felfedezi Révészt, és megkínálja szilvásgombóccal, majd elkezdenek „falatozni” és filozofálni (Szilvásgombóc). A Detektív – valamint Üteg és Témüller – jövetelekor a „vendégek” elbújnak, ám a gengszter pisztolya Mamókánál marad, aki mindent magára vállal és bevall. Detektív le akarja tartóztatni őket. A szellemek sietnek segítségükre (Varázskönyv [I. felv. finálé]).

### Második felvonás
A második felvonás a rendőrség felhívásával kezdődik, miszerint tíz perc haladékot adnak Barrabás kiadására, utána megrohamozzák a padlást. Rádiós és Süni beszélgetnek a padláson. Süni megpróbálja Rádiós figyelmét magára vonni, sikertelenül (Nem szólnak a csillagok). Rádi rájön, hogy Robinson antennacsatlakozása hibásodott meg, de amikor felmenne a tetőre, a rendőrség lövöldözésbe kezd. Süni távozik a padlásról. A szellemek és Révész azzal a megoldási javaslattal rukkolnak elő, hogy magukkal viszik Rádit a múlt-bolygóra. Rádiós visszautasítja az ajánlatot, mert neki itt van dolga, itt vannak álmai (Fényév távolság).
Révész megérti korábbi tettének súlyosságát, ezért megpróbál kilépni testéből, de felülkerekedik rajta a félelem. Meghúzza a gengszter rumját. Utolsó kívánsága a tánc (Utána repülünk). A rendőrségi helikopterek belekezdenek a padlás lebontásába, amit a szellemek akadályoznak meg. Süni zenebohócnak öltözve vonja el a tetőn a rendőrök figyelmét, és összedugja az antennát (Valaki hamisan énekel). Rádiós Robinson segítségével hóvihart kavar, így a helikopterek visszavonulnak.
A szellemek számára elérkezett az idő. Búcsúzkodásba kezdenek. Révész elindul a tetőn. A többiek ígéretet tesznek, hogy sohasem felejtik el egymást. Kölyök elkéri Rádi fülhallgatóját, hogy tudjanak kommunikálni, de Rádiós azt mondja, hogy a távolságok miatt ez lehetetlen. Herceg Süninek adja a Varázskönyvet, Rádiósnak suttogva a csókot javasolja. A szellemek eltávoznak a padlásról (Örökre szépek III.).
Üteget eresztik le a padlásra, akit először egy újabb révésznek hisznek. Tájékoztatja őket, hogy egy bomba van a padláson, melyet Barrabás hozott magával, és négy perc múlva robban. Rádiós megtalálja az órát, és rájönnek, hogy az a bomba. Üteg a sokkhatás miatt képtelen hatástalanítani. Rádiós elküldi a többieket, ám Süni maradni akar. Ütegnek menekülés közben nem marad ideje, hogy elmagyarázza a hatástalanítást Rádinak. A Varázskönyv tanácsára Rádi csukott szemmel választ a vezetékek közül. Halottnak gondolják magukat, de a Révész hívása közben Robinson hívja fel a figyelmüket, hogy „áll a padlás”, a bomba nem robbant fel, és a hatástalanítás sikeres volt.
Rádiós rájön, hogy szereti Sünit (Csupa-csupa-padlás). Üteg, Detektív, Témüller és Mamóka érkeznek a padlásra. Detektív letartóztattatja Témüllert „a hatóság többszöri félrevezetéséért, ártatlanok gyanúsítgatásáért (valamint idősebb hölgyekkel való minősíthetetlen viselkedésért)”, ugyanis Barrabás holttestét megtalálták Detektív kocsija alatt. Továbbá előlépteti Üteget a bomba sikeres hatástalanításáért. Üteg elvezeti Témüllert, a Detektív megkéri Rádiósékat, hogy még visszatérhessen, majd ő is távozik.
Mamóka a szellemeket keresi, mire a ládából Barrabás szelleme bújik elő, akinek a személyisége javulóban van. Ehhez Rádiósék segítségét kéri. Végül mindenki együtt énekel (Finálé).
|  | Itt a vége a cselekmény részletezésének! |

## Hely és idő
A musical teljes egészében a padláson és annak tetején játszódik. A padlás Budapesten található „kelet és nyugat között”. „Ég és föld között” áll, „iszonyú piszok van”, az ott lakó Rádiós rendetlenségben tartja. A másik állandó lakója Robinson. A padlásra az alsóbb szintekről, Süniék házának padlásáról és a tetőajtón át lehet bejutni. Szintén hozzátartozik még egy kis sufni, amit a szereplők többnyire rejtőzködésre használnak. A padlás jelentősége abban rejlik, hogy kikötőként szolgál: oda érkezik a Révész, hogy a szellemeket magával vigye az „örökre szépek” múltbolygójára. Ez a bolygó az emlékek bolygója, a mű szempontjából nagy jelentőséggel bír. A szellemek évszázadok óta keresik a padlást, hogy a Révész elvigye őket. Az „örökre szépek” bolygója a túlvilág, de az el nem múlás. Itt az egykori halandó legszebb emlékeinek világába kerül az alkonyon, a fényeken és az álmain túl, megelevenedik a múlt, ismét találkozik elhunyt szeretteivel, az elveszett tárgyak életre kelnek, a csonkig égett mécsesek újra kigyúlnak és belesimul az időtlen boldogságba. Azonban a múltbolygóra csak az kerülhet akire vagy amire emlékeznek. Erről a helyről nincs visszaút, üzenni sem lehet, még a fény sem hagyja el.
A cselekmény – bár a szellemek műsorfüzeten szereplő korát idővel az eltelt időhöz, és a színpadon elhangzó dátumokat is alkalomadtán az előadás konkrét dátumához igazították – 1988-ban játszódik, a kommunizmus utolsó éveiben. Lámpás egyik sorából következtethetünk a hónapra is: „Hóvihar augusztusban?!” A darab egy éjszaka alatt játszódik. Az egyes felvonások cselekménye folytonos, annyi idő telik el a színpadon, mint a valóságban, csak a felvonások közötti szünetben telik el valamennyi idő.

## Dalok listája
A darab zenés részeinek 1988-as felvételeire a Vígszínház akkori anyagi helyzete adott okot. A színház nem tudta kifizetni a zenekart, így maga Presser Gábor játszott minden hangszeren saját hangszerelése alapján, amit felvettek, majd összeillesztettek. A felvételt és az elektronikus programokat Kiss István készítette. A premier évében jelent meg LP-n. Az ismételt kiadásra 1993-ban került sor a Hungaroton-Gong Kft-nél. Az MC változat B oldalán szöveg nélkül is megtalálhatóak a dalok. Mind az MC, mind a CD változathoz mellékelték az eredeti kézirat alapján készült szövegkönyvet. A felvételen és a színpadon hallott szövegek kis mértékben ettől eltérnek.

### LP
Az eredeti LP kiadásakor még nem volt rögzítve a dalok sorrendje, így a lemez sem kronologikusan tartalmazza a dalokat. Továbbá néhány dal más címmel (ezeknek apró betűvel fel vannak tüntetve a későbbi címeik), néhány pedig egyáltalán nem jelent meg az albumon. Ezek a CD változaton mind korrigálva lettek.
Az összes dalszöveg szerzője Sztevanovity Dusán; az összes szám szerzője Presser Gábor.
| 1.    | Itt vagyunk (Nyitány) (Kölyök, Herceg, Törpe (Lámpás), Meglökő)                       | 5:07 |
| 2.    | Varázskönyv (Finálé – Mindenki)                                                       | 4:06 |
| 3.    | Fényév távolság (Rádiós)                                                              | 3:18 |
| 4.    | Ez ő, ez ő (Kölyök, Herceg, Törpe (Lámpás), Meglökő)                                  | 3:17 |
| 5.    | Valahol (Örökre szépek) (Valahol (Örökre szépek I.) – Kölyök)                         | 1:35 |
| 6.    | Mit ér egy nagymama unokák nélkül (Mamóka)                                            | 2:35 |
| 7.    | Csupa-csoda-padlás (Csupa-csupa-padlás – Süni, Rádiós)                                | 2:13 |
| 8.    | Szilvásgombóc (Mamóka, Révész, Herceg, Süni, Rádiós, Kölyök, Törpe (Lámpás), Meglökő) | 1:58 |
| 9.    | Örökre szépek (Örökre szépek II. – Révész, Rádiós)                                    | 2:59 |
| 10.   | Rádióüzenetek (Rádiós, Kölyök, Herceg, Törpe (Lámpás), Meglökő)                       | 3:55 |
| 11.   | Enyém a pálya (Témüller)                                                              | 2:21 |
| 12.   | Utána repülünk (Révész, Kölyök, Herceg, Meglökő, Törpe (Lámpás), Süni, Rádiós)        | 1:58 |
| 13.   | Nem szólnak a csillagok (Süni, Rádiós)                                                | 2:59 |
| 14.   | Ég és föld között (Kölyök, Herceg, Törpe (Lámpás), Meglökő)                           | 2:09 |
| 40:58 |                                                                                       |      |

A lemezen nem szerepeltek a Varázskönyv (I. felv. finálé), a Valaki hamisan énekel és az Örökre szépek III. című dalok.

### CD
Az összes dalszöveg szerzője Sztevanovity Dusán; az összes szám szerzője Presser Gábor.
| 1.    | Itt vagyunk (Nyitány) (Kölyök, Herceg, Törpe (Lámpás), Meglökő)                               | 5:07 |
| 2.    | Ég és föld között (Kölyök, Herceg, Törpe (Lámpás), Meglökő)                                   | 2:09 |
| 3.    | Mit ér egy nagymama unokák nélkül (Mamóka)                                                    | 2:35 |
| 4.    | Ez ő, ez ő (Kölyök, Herceg, Törpe (Lámpás), Meglökő)                                          | 3:17 |
| 5.    | Enyém a pálya (Témüller)                                                                      | 2:21 |
| 6.    | Valahol (Örökre szépek I.) (Kölyök)                                                           | 1:35 |
| 7.    | Rádióüzenetek (Rádiós, Kölyök, Herceg, Törpe (Lámpás), Meglökő)                               | 3:55 |
| 8.    | Örökre szépek II. (Révész, Rádiós)                                                            | 2:59 |
| 9.    | Szilvásgombóc (Mamóka, Révész, Herceg, Süni, Rádiós, Kölyök, Törpe (Lámpás), Meglökő)         | 1:58 |
| 10.   | Varázskönyv (I. felv. finálé) (Rádiós, Süni, Révész, Kölyök, Herceg, Törpe (Lámpás), Meglökő) | 3:42 |
| 11.   | Nem szólnak a csillagok (Süni, Rádiós)                                                        | 2:59 |
| 12.   | Fényév távolság (Rádiós)                                                                      | 3:18 |
| 13.   | Utána repülünk (Révész, Kölyök, Herceg, Meglökő, Törpe (Lámpás), Süni, Rádiós)                | 1:58 |
| 14.   | Valaki hamisan énekel (Süni)                                                                  | 2:15 |
| 15.   | Örökre szépek III. (Kölyök, Herceg, Törpe (Lámpás), Meglökő)                                  | 2:26 |
| 16.   | Csupa-csupa-padlás (Süni, Rádiós)                                                             | 2:13 |
| 17.   | Finálé (Mindenki)                                                                             | 4:06 |
| 49:21 |                                                                                               |      |